# Archives d'État russes des actes anciens
Les archives d'État russes des actes anciens (en russe : Российский государственный архив древних актов,  RGADA) sont le plus grand dépôt de manuscrits, de documents et des livres imprimés de la Ruthénie et de la Russie, du XIe siècle jusqu'au XIXe siècle et au début du XXe siècle. Elles sont situées à Moscou.

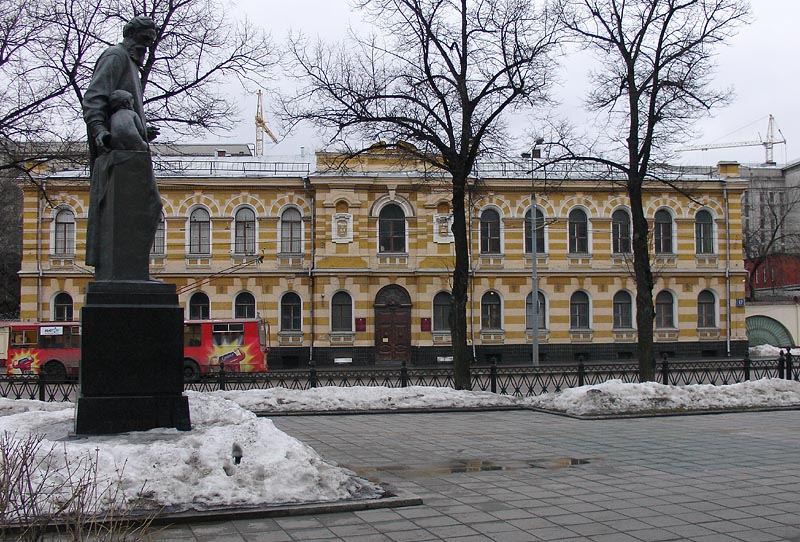
Archives d'État russes des actes anciens.

## Origines des fonds
Les RGADA sous leur forme moderne ont été constituées sur la base de cinq ensembles d'archives antérieures à la révolution de 1917 : 
- Les archives du ministère de la Justice de Moscou (ru) (MAMIou). Créée en 1852, elles fusionnaient les Archives des rangs et du Sénat (remontant à 1763), les Archives des affaires patrimoniales anciennes (1768 ), les archives nationales des affaires anciennes (1782 ), les archives des services du Sénat de Moscou, qui ont été en outre alimentées dans les années 1860 par des dépôts de documents provenant des archives des institutions locales de Russie.
- Les archives principales de Moscou du ministère des Affaires étrangères (ru) (MGAMID), appelées de 1724 à 1832 Archives de Moscou du Collège des affaires étrangères (MAKID). En 1882, y ont été intégrées les dépôts des Archives des chartes et des manuscrits anciens.
- Les archives d'État de Saint-Pétersbourg du ministère des affaires étrangères, créées en 1801, séparées en 1834 des Archives du collège des affaires étrangères de Saint-Pétersbourg ;
- Le département moscovite des archives générales du ministère de la Cour impériale, créées en 1869 à part des Archives de la chambre de l'armurerie et des archives du bureau du palais de Moscou (ru).
- L'archive de la chancellerie du cadastre (ru), créée en 1768, qui s'appelait entre 1919 et 1935 Archive centrale du cadastre.

## Historique
En 1918, ces archives sont devenues partie intégrante des sections juridique, historique et culturelle du fonds des archives nationales unifiées. 
1925 peut être considéré comme l'année de la fondation de la RGADA : les quatre fonds d'archives ci-dessus (à l'exception du cadastre) sont fusionnés en un seul et même département moscovite de conservation des archives historiques centrales de la RSFSR. Il reçoit également en dépôt les documents du Synode, des temples et des monastères nationalisés par l'État, ainsi que des collections privées. En 1931, il a été renommé archives nationales de l'époque féodale et serve (GAFKE). En 1938 - 1939, les archives régionales centrales y sont intégrées. 
En 1941, le GAFKE est rebaptisé archives des actes anciens de l'État central (TSGADA). Il porte de 1985 à 1991 le nom de TSGADA URSS. En 1992, les Archives reçoivent leur non actuel. Elles sont inscrites en 1993 au patrimoine culturel des peuples de la fédération de Russie.

## Fonds
Certains documents des Archives d’État des chartes et manuscrits (environ 400 pièces) revêtent une importance particulière. Il s'agit des vestiges des archives des princes apanagiques, des archives de la république de Novgorod et la république de Pskov, des archives du grand-prince de Moscou et des archives du tsarat du XVIe siècle. 
Le document le plus ancien des archives est la charte conclue entre Novgorod et le grand-duc de Tver et Iaroslav III de Vladimir en 1264.
Les archives contiennent des copies de la Rousskaïa Pravda, du Soudiebnik (la seule copie connue), le Soudiebnik d'Ivan IV de 1550 ainsi que l'original de l'Oulojénié de 1649.

## Locaux
Le bâtiment des archives a été construit en 1886. Il s'agit du premier bâtiment construit spécifiquement pour des archives en Russie. 